# Râul Valea Leleiului
Râul Valea Leleiului este un curs de apă, afluent al râului Coșei.

## Hărți
- Harta interactivă - județul Sălaj  Arhivat în 5 septembrie 2009, la Wayback Machine.